# سيتيزن القابضة

شعار شركة ستيزن

شركة ستيزن القابضة المحدودة (رمز بورصة طوكيو: 7762) هي الشركة الرئيسية في مجموعة الشركات الدولية اليابانية الكائنة في طوكيو، اليابان. الشركة تأسست في عام 1918 باسم  معهد أبحاث شوكوشا للساعات، وتعرف حالياً بصناعة أدوات آلة الخراطة عالية الدقة المعروفة بـ «سينكوم»، بالإضافة إلى ساعات ستيزن.
الاسم التجاري يرجع في الأصل لساعة الجيب ستيزن التي بيعت في 1924. وتعتبر شركة ستيزن واحدة من أكبر مصنعي الساعات على مستوى العالم.